# Alex Cano Ardila
Alex Cano Ardila (Yarumal, Antioquia, 13 de març de 1983) és un ciclista colombià professional des del 2009.
És cosí del també ciclista Mauricio Ardila.

## Palmarès
- 2006
  - Vencedor d'una etapa del Girobio
- 2007
  - 1r al Giro de la Vall d'Aosta i vencedor de 2 etapes
- 2008
  - Vencedor d'una etapa del Clásico RCN
- 2012
  - Vencedor de 2 etapes de la Volta a Mèxic
- 2014
  - 1r a la Volta a Guatemala i vencedor de 2 etapes
  - Vencedor de 2 etapes de la Volta a Colòmbia

### Resultats a la Volta a Espanya
- 2015. 53è de la classificació general